# Municipio de Meramec (condado de Franklin)
El municipio de Meramec (en inglés: Meramec Township) es un municipio ubicado en el condado de Franklin en el estado estadounidense de Misuri. En el año 2010 tenía una población de 9382 habitantes y una densidad poblacional de 38,21 personas por km².

## Geografía
El municipio de Meramec se encuentra ubicado en las coordenadas 38°16′4″N 91°6′30″O / 38.26778, -91.10833. Según la Oficina del Censo de los Estados Unidos, el municipio tiene una superficie total de 245.55 km², de la cual 245,49 km² corresponden a tierra firme y (0,02 %) 0,06 km² es agua.

## Demografía
Según el censo de 2010, había 9382 personas residiendo en el municipio de Meramec. La densidad de población era de 38,21 hab./km². De los 9382 habitantes, el municipio de Meramec estaba compuesto por el 97,23 % blancos, el 0,25 % eran afroamericanos, el 0,49 % eran amerindios, el 0,54 % eran asiáticos, el 0,49 % eran de otras razas y el 1 % eran de una mezcla de razas. Del total de la población el 1,97 % eran hispanos o latinos de cualquier raza.